# Crocodile de Morelet
Crocodylus moreletii
Espèce
Synonymes
- Alligator lacordairei Preudhomme de Borre, 1869

Statut de conservation UICN

 LC  : Préoccupation mineure
Statut CITES
Crocodylus moreletii, le Crocodile de Morelet ou Crocodile d'Amérique centrale, est une espèce de crocodiliens de la famille des Crocodylidae.

## Description

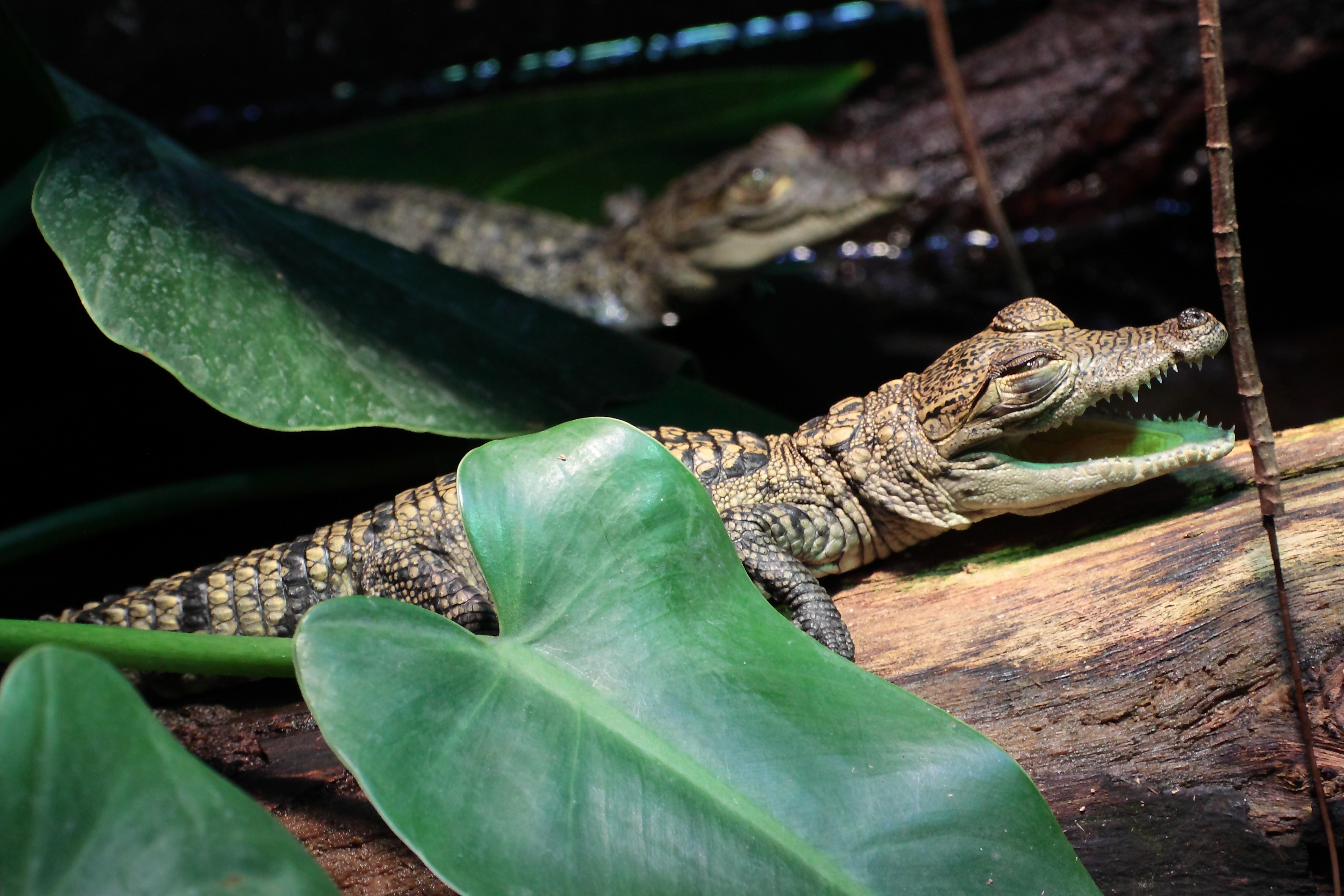
Crocodiles de Morelet (juvéniles)

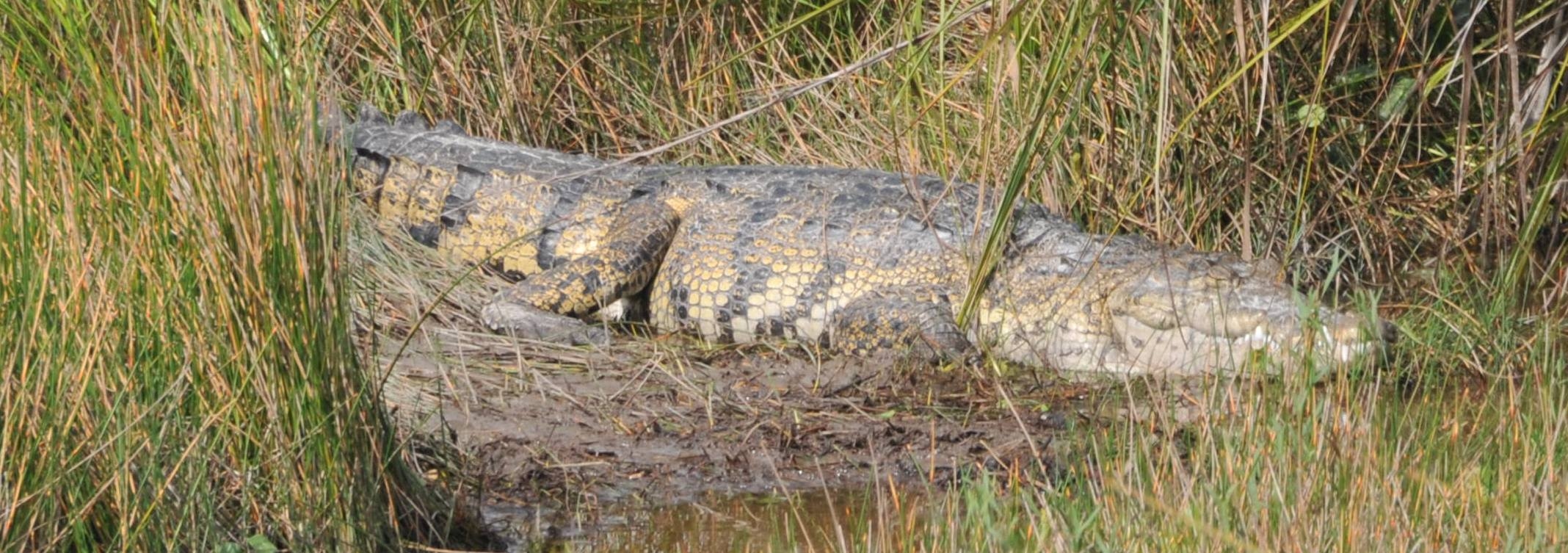
Crocodile de Morelet

Cette espèce ne dépasse pas les trois mètres.
La femelle pond de 20 à 45 œufs par couvée.

## Répartition

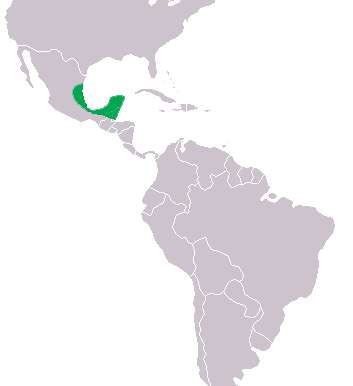
Distribution

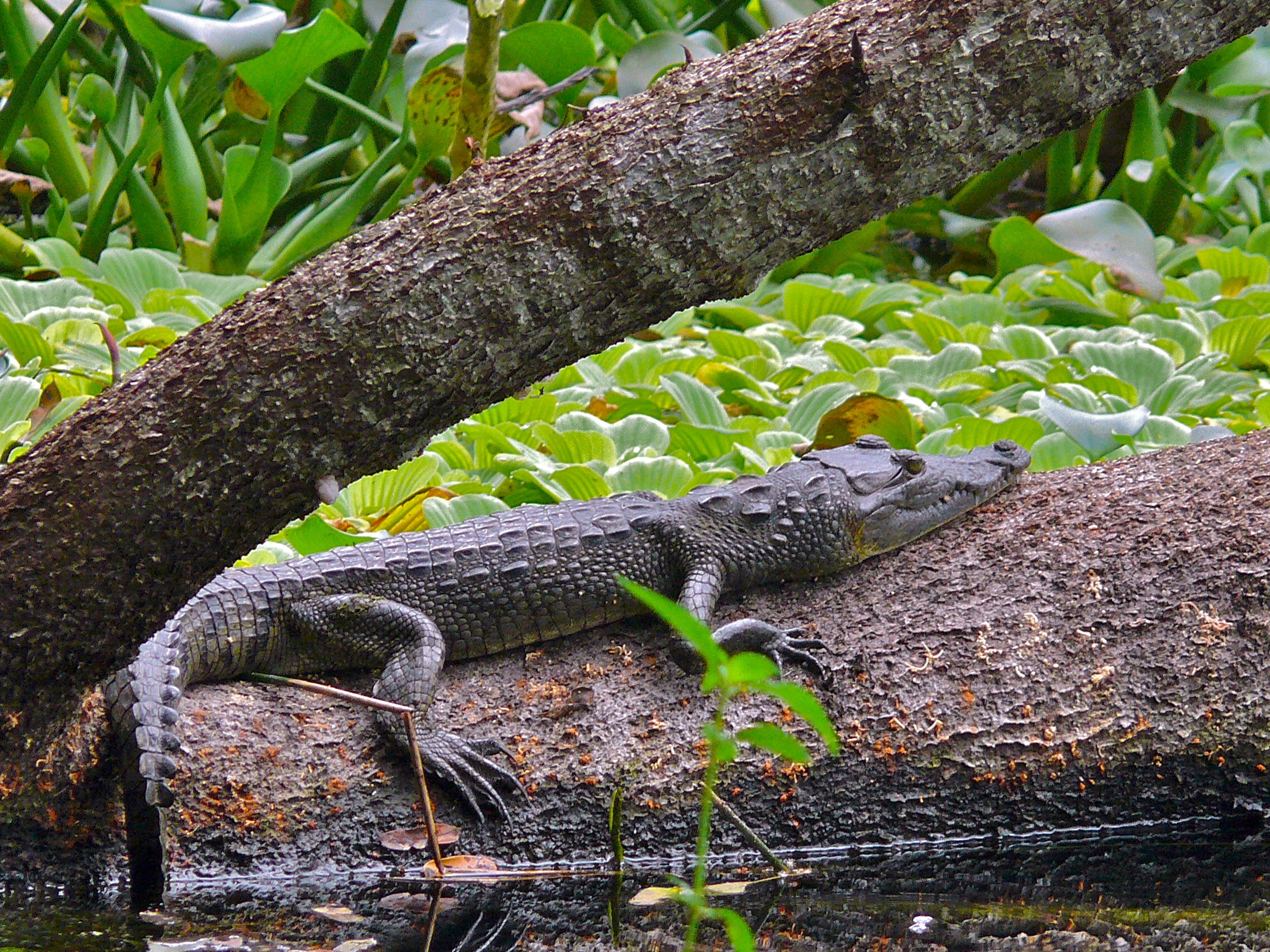
Crocodylus moreletii (Parc national de Tikal, Guatemala)

Cette espèce se rencontre au Belize, au Guatemala et au Mexique.

## Biologie et mœurs
L'espèce se rencontre dans les eaux douces, y compris des marais et des forêts inondés.

## Menaces et protection
Les populations actuelles sont estimées à 10 000 ou 20 000 individus. La grande qualité de sa peau a induit une surchasse très dommageable. Mais aujourd'hui, la survie de l'espèce est davantage menacée par l'accélération de la destruction des habitats imputable à la progression des activités humaines que par la chasse illicite.

## Étymologie
Le nom de l'espèce commémore le naturaliste français Pierre Marie Arthur Morelet (1809-1892) qui avait découvert cette espèce au Mexique en 1850.

### Publication originale
- Duméril & Bibron, 1851 : Catalogue Méthodique de la Collection des Reptiles. Museum d’Histoire Naturelle de Paris, Gide & Baudry, p. 1-224 (texte intégral).